# Elise Höfler
Elise Höfler (geb. Brütsch; * 1912 in Ramsen SH; † 1991) und ihr Ehemann Josef Höfler (* 25. September 1911 in Bietingen; † 1. Januar 1994) wurden als Gerechte unter den Völkern geehrt. Sie lebten im schweizerisch-deutschen Grenzgebiet bei Konstanz.

## Leben
Elise Höfler wurde in der Schweiz in Ramsen geboren. Sie lernte dort den am 25. September 1911 in Bietingen geborenen Deutschen Josef Höfler kennen, der den Beruf des Schmieds erlernte. Die beiden heirateten und zogen nach Gottmadingen. Das Paar hatte eine Tochter.
Josef Höfler arbeitete zunächst als Schlosser und ab 1941 beim Aluminiumwerk Singen, weswegen er im Zweiten Weltkrieg nicht zum Kriegsdienst eingezogen wurde.

### Fluchthilfe Berlin – Schweiz
Als Patientin des Dorfarztes in Ramsen hatte sie dessen Stellvertreter, den aus Deutschland geflüchteten jüdischen Arzt Nathan Wolf, kennengelernt. Vermutlich über ihn entstand der Kontakt zu Luise Meier, die 1942 damit begonnen hatte, deutschen Juden zur Flucht in die Schweiz zu verhelfen. Luise Meier und das Ehepaar Josef und Elise Höfler bildeten im Lauf der Zeit ein Netzwerk, dem es gelang, zwischen 1943 und 1944 etwa 28 Juden über die grüne Grenze in die Schweiz zu bringen. Die Flucht von Lotte Kahle wurde beispielsweise so organisiert: im Zug mit gefälschtem Pass in Begleitung von Luise Meier von Berlin nach Singen. Dort von Elektromeister Willy Vorwalder abends abgeholt. Er ging etwa 100 Meter vorweg mit brennender Zigarette als Leithilfe durch den Wald nach Gottmadingen. Lotte Kahle übernachtete in beengten Verhältnissen im Ehebett mit Josef und Luise Höfler. Der Übertritt über die grüne Grenze war als Sonntagsspaziergang nach Randegg getarnt. Lotte Kahle und Josef Höfler trennten sich von der Gruppe. Josef Höfler führte Kahle an eine Lichtung, über die sie in den Kanton Schaffhausen gelangen konnte. Höfler variierte immer wieder die Fluchtwege. So zeigte er z. B. Kahles späterem Ehemann, Herbert A. Strauss, den Weg über die freien Felder beim Spiesshof über die Grenze.

### Verhaftung/Flucht
Im Mai 1944 wurde eine Frau verhaftet, die mit einer weiteren Jüdin fliehen wollte, aber wegen ihres großen Gepäcks aufgefallen war. Sie gab die Namen ihrer Fluchthelfer preis. Luise Meier und Josef Höfler wurden am 24. Mai 1944 verhaftet. Elise Höfler konnte als Schweizerin und dank ihrer Ortskunde einen Tag später mit ihrer Tochter heimlich bei Buch SH in die Schweiz entkommen und wohnte bis Kriegsende, von den Schweizer Behörden geduldet, bei ihren Eltern in Ramsen im Kanton Schaffhausen. In das Haus der Höflers zogen SS-Angehörige ein.
Zu einem Prozess gegen Luise Meier und Josef Höfler kam es nicht mehr, nachdem der Fall im Juli 1944 an den Volksgerichtshof  abgegeben und die Ermittlungen im Januar 1945 abgeschlossen worden waren. Die Akten verbrannten im Februar 1945 beim Bombardement auf den Volksgerichtshof. Josef Höfler wurde Mitte Mai 1945 befreit.

### Rückkehr nach Gottmadingen
Im Juni 1945 erhielten die Höflers ihr Haus zurück, das ausgeplündert worden war. Sie wurden erst nach Jahren dafür entschädigt. Nach dem Kriegsende im Mai 1945 lebte die Familie Höfler wieder in Gottmadingen. Josef Höfler arbeitete als Briefträger und war Mitgründer des SPD-Ortsvereins. Elise Höfler starb 1991, ihr Mann am 1. Januar 1994.

## Gerettete Flüchtlinge (Auswahl)
- Lotte Kahle, später verheiratete Lotte Strauss[9]
- Herbert A. Strauss, Begründer des Berliner Zentrums für Antisemitismusforschung[10]

## Ehrungen
- 1984 erhielt Josef Höfler das Bundesverdienstkreuz.
- 2001 wurden Elise Höfler, ihr Mann und Luise Meier postum als Gerechte unter den Völkern ausgezeichnet. Bei der Ehrung nahm die Tochter des Ehepaars, Gertrud Eisele, die Urkunden und die Medaillen entgegen.